# Schweiz i olympiska vinterspelen 1972
Schweiz deltog i olympiska vinterspelen 1972. Schweiz trupp bestod av 34 idrottare, 29 män och 5 kvinnor.

## Medaljer

### Guld
- Utförsåkning (se även: alpin skidåkning vid olympiska vinterspelen 1972) 
  - Störtlopp herrar: Bernhard Russi
  - Störtlopp damer: Marie-Therese Nadig
  - Storslalom damer: Marie-Therese Nadig
- Bob (sport) (se även: bob vid olympiska vinterspelen 1972) 
  - Fyrmansbob: Jean Wicki, Hans Leutenegger, Werner Camichel och Edy Hubacher

### Silver
- Utförsåkning
  - Storslalom herrar: Edy Bruggmann
  - Störtlopp herrar: Roland Collombin
- Backhoppning (se även: backhoppning vid olympiska vinterspelen 1972)
  - Stora backen herrar: Walter Steiner

### Brons
- Utförsåkning
  - Storslalom herrar: Werner Mattle
- Bob
  - Tvåmansbob: Jean Wicki och Edy Hubacher
- Längdskidåkning (se även: längdskidåkning vid olympiska vinterspelen 1972)
  - Stafett herrar: Alfred Kälin, Albert Giger, Alois Kälin och Eduard Hauser

## Trupp
- Alpin skidåkning
  - Willy Favre
  - Fernande Bochatay
  - Jean-Daniel Dätwyler
  - Edy Bruggmann
  - Peter Frei
  - Dumeng Giovanoli
  - Vreni Inäbnit
  - Stefan Kälin
  - Jos Minsch
  - Andreas Sprecher
  - Madeleine Wuilloud
  - Annerösli Zryd
- Backhoppning
  - Josef Zehnder
- Bob
  - Hans Candrian
  - Walter Graf
  - Willi Hofmann
  - Jean Wicki
  - Max Forster
  - Hansruedi Müller
  - Ernst Schmidt
  - René Stadler
  - Robert Zimmermann
- Hastighetsåkning på skridskor
  - Franz Krienbühl
  - Ruedi Uster
  - Hansruedi Widmer
- Konståkning
  - Charlotte Walter
- Längdskidåkning
  - Josef Haas
  - Albert Giger
  - Konrad Hischier
  - Franz Kälin
  - Florian Koch
  - Denis Mast
  - Fritz Stuessi
  - Alois Kälin (Deltog även i nordisk kombination)